# 黄正清
黄正清（1903年3月—1997年10月6日），藏名罗桑泽旺，号子才，四川理化（今理塘）藏族。中国人民解放军将领、中国人民解放军开国少将。五世嘉木样之長兄。

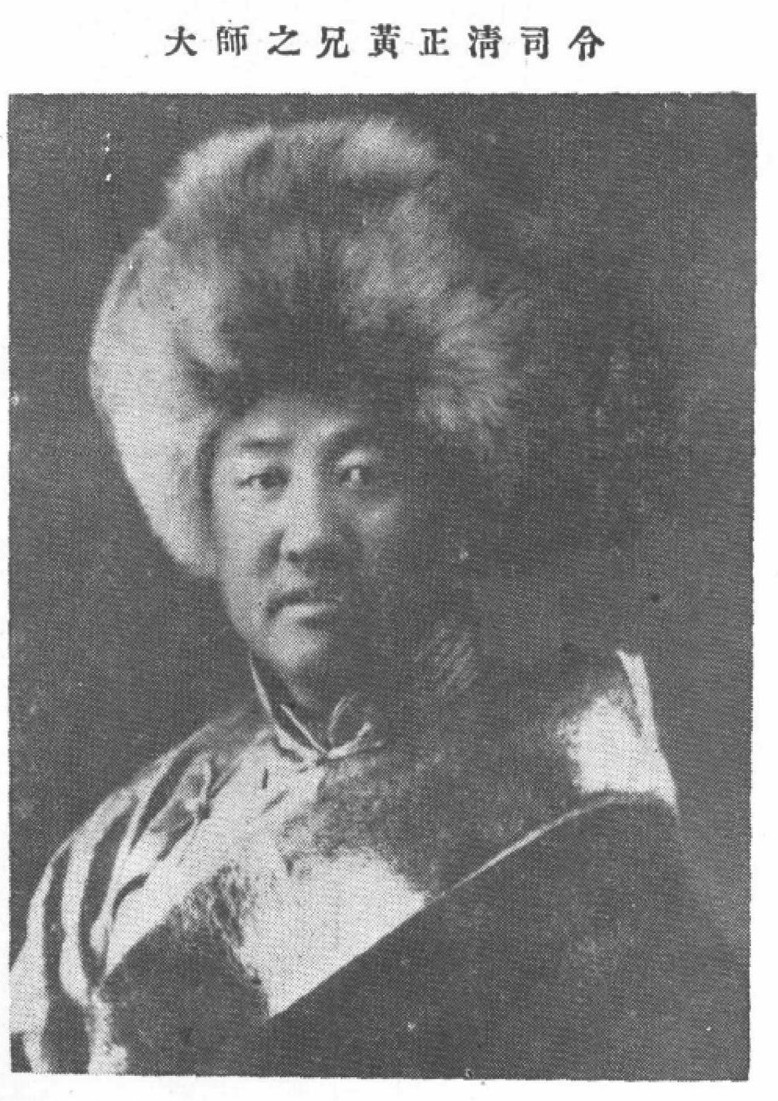
黃正清 嘉木樣之兄

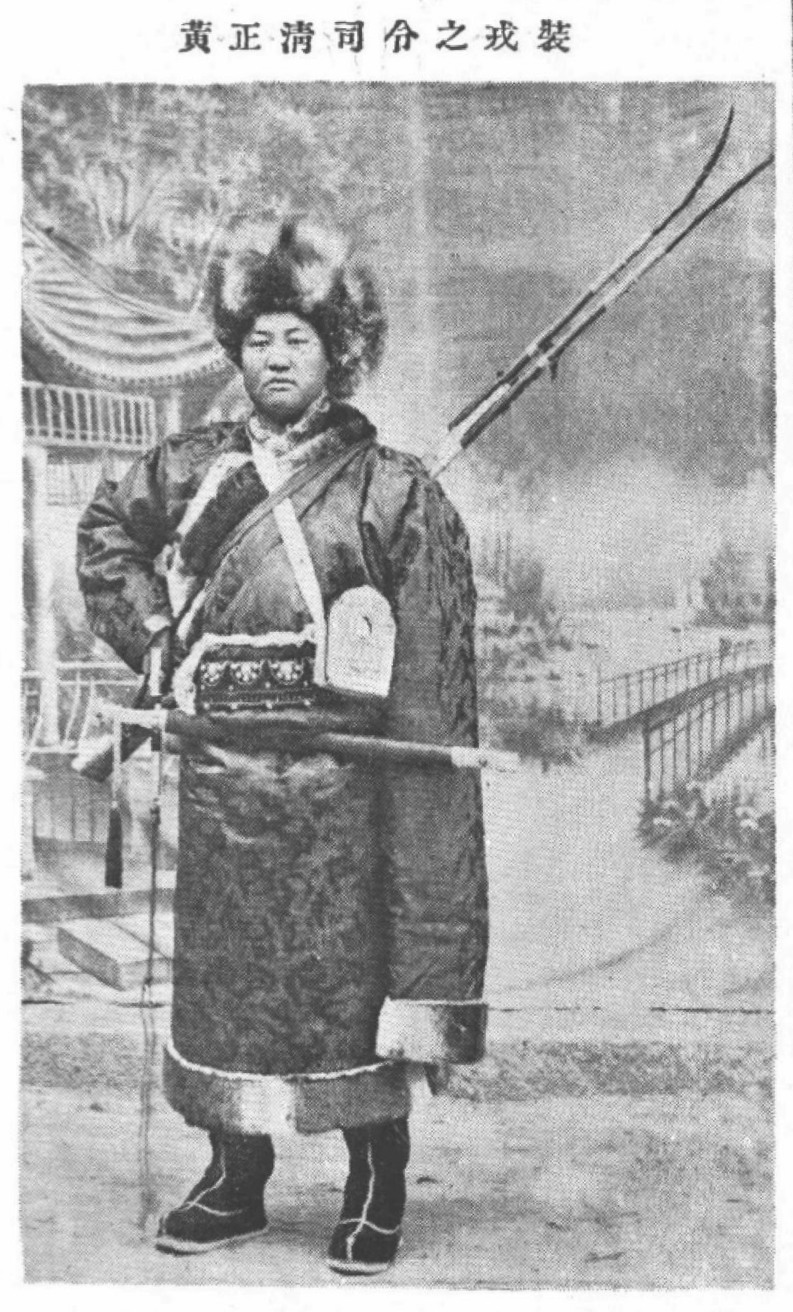
黃正清 嘉木樣之兄

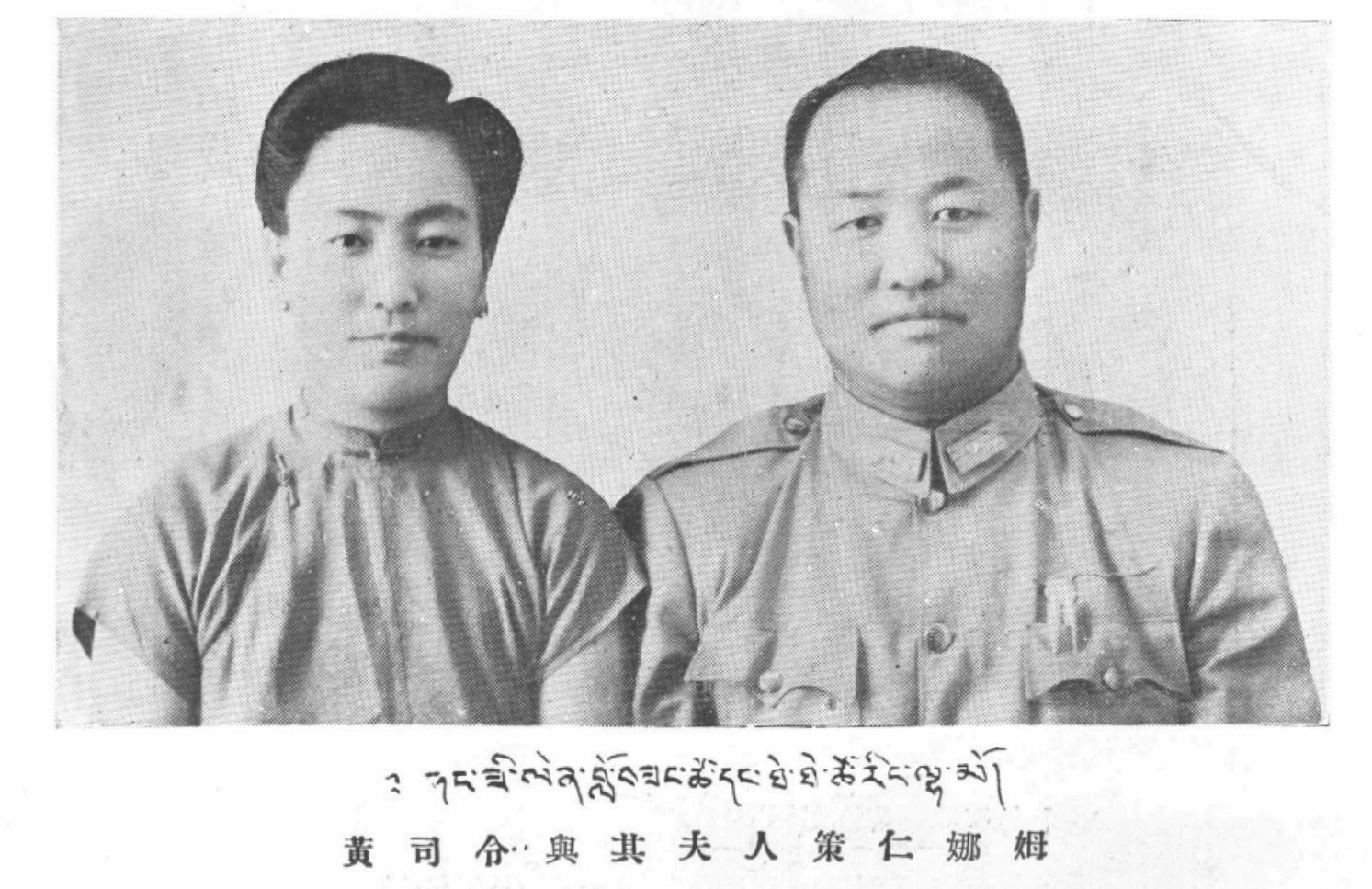
黃正清夫婦

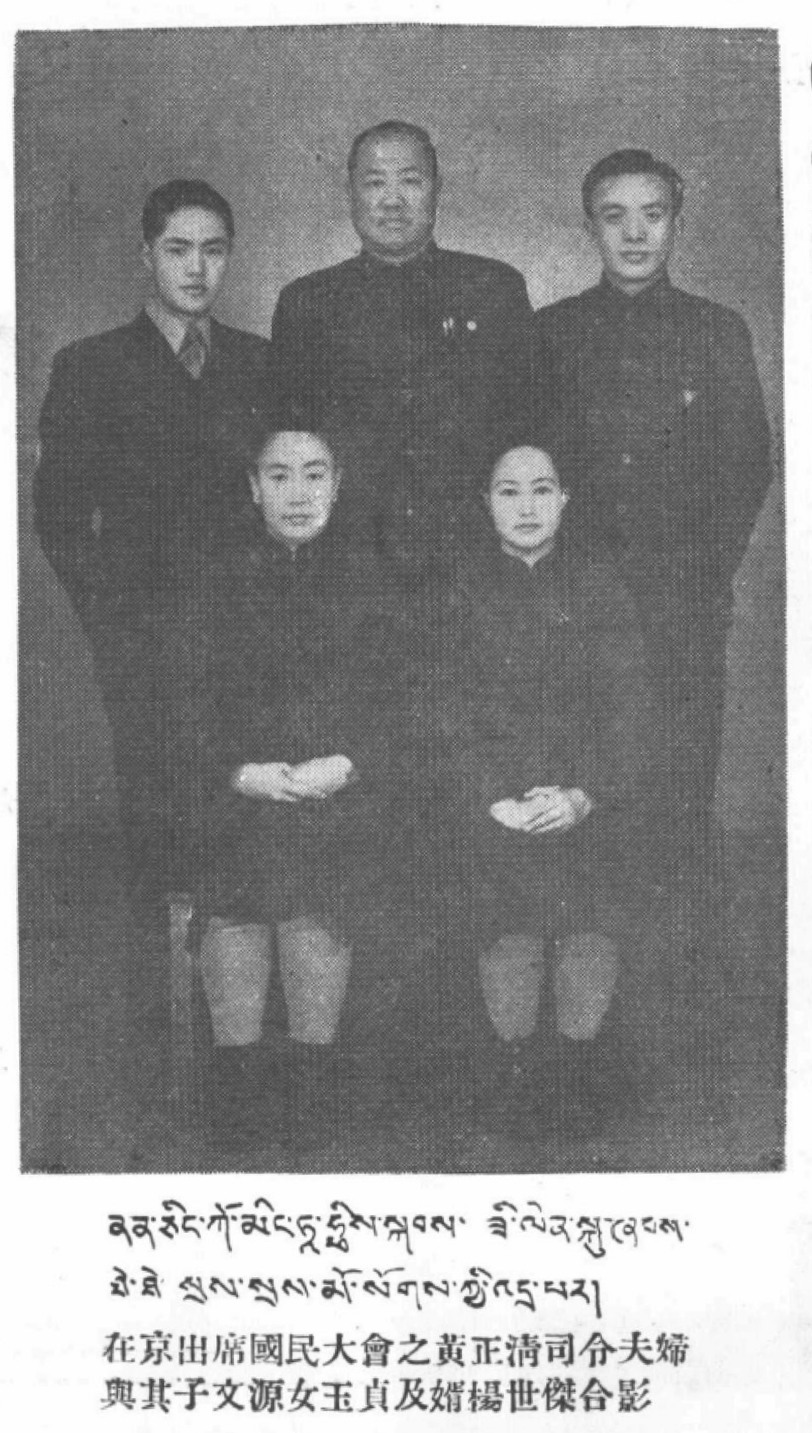
黃正清全家

## 生平
黃正清曾任中国国民党第六届中央候补执行委员，拉卜楞特别党部主任委员，国民政府军事参议院少将参议，蒙藏委员会委员，拉卜楞保安司令部司令。1949年接受中国人民解放军第一兵团司令员王震的意见，率部下起义，接受和平改编。
中华人民共和国成立后，他历任甘肃省政府委员、省农业厅副厅长，西北军政委员会委员、畜牧部副部长、民族事务委员会副主任，西北行政委员会副主席，甘南藏族自治州州长，甘南藏族自治州军分区司令员，甘肃省人民政府副省长，甘肃省政协第二至七届副主席，第一、二届全国人大代表，全国人大民族委员会委员，全国人大国防委员会委员，全国政协第五、六、七届常务委员，中国和平统一促进会理事。1955年被授予少将军衔，1996年按省长级待遇。1997年于兰州逝世。